# راس ژاپنی
راس ژاپنی (نام علمی: Rhus crenata) نام یک گونه از سرده سماق است.